# Герб Бердянска
Герб Бердянска (укр. Герб Бердянська) — один из официальных символов города Бердянск Запорожской области Украины наряду с флагом. Современный герб утверждён 27 июля 1999 года. Городу был возвращён исторический герб 1844 года.

## Описание герба
Герб города Бердянска — это щит французской формы, изображённый в виде прямоугольника, основание которого равняется 8/9 его высоты, с острием, которое выступает в середине нижней части, и закруглёнными нижними углами.
Щит разделён на два поля — верхнее зелёное (смесь хрома и растительной зелени), на котором изображена серебряная ногайская кибитка, и чёрный плуг, обозначающий полукочевой быт населяющих уезд ногайцев и занятие хлебопашеством других местных обывателей; а в нижнем голубом (смесь кобальта и ультрамарина) поле — чёрный якорь, которые говорят о том, что земли уезда прилегают к Азовскому морю.
Щит с изображенными на нём фигурами, башенной короной, якорем и Александровской лентой составили полный герб города.

## История
Современный герб города бердянск основан на гербе города Бердянск, который был  утвержден 17 ноября 1844 года.

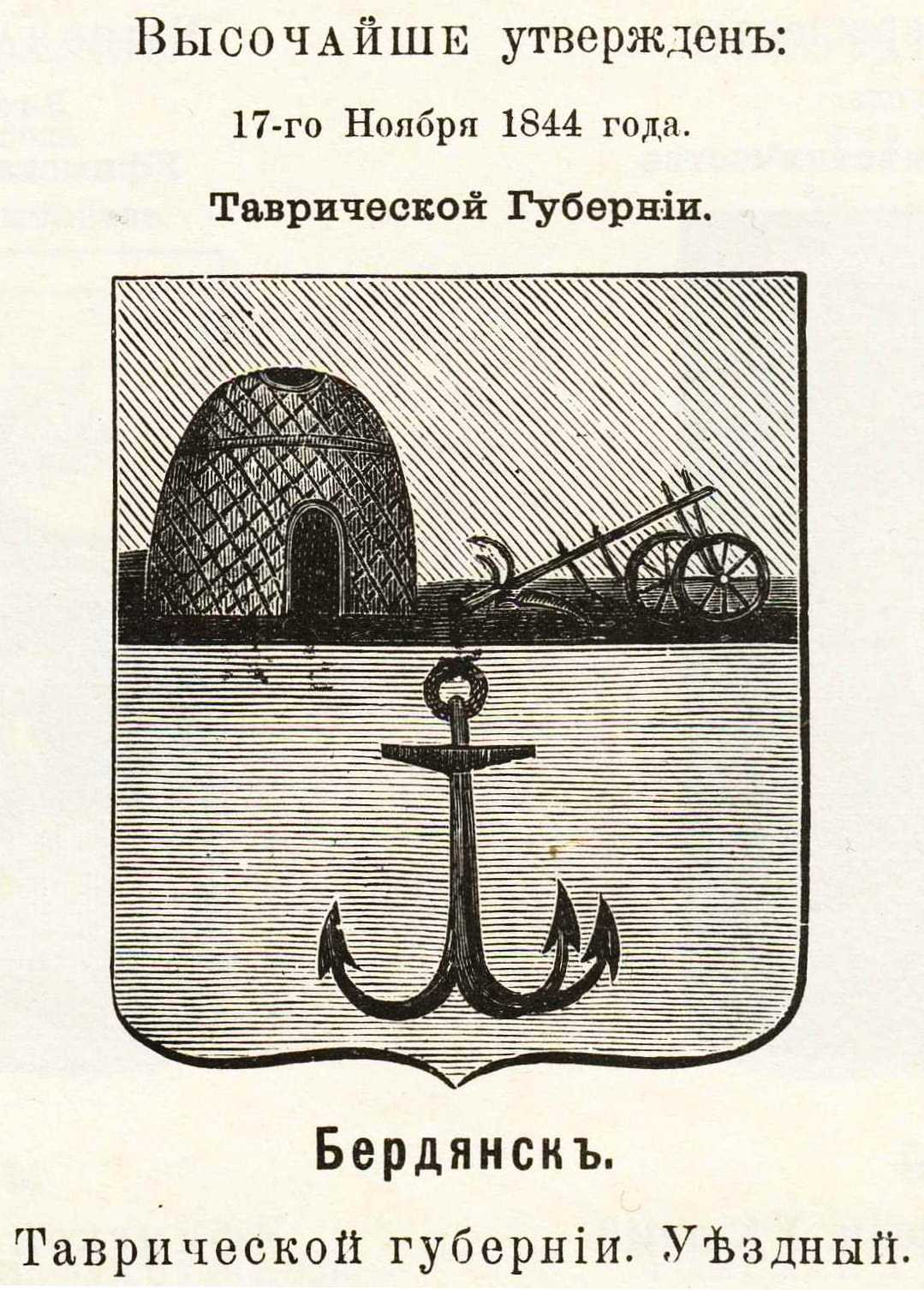
Герб города, утверждённый в 1844 г.
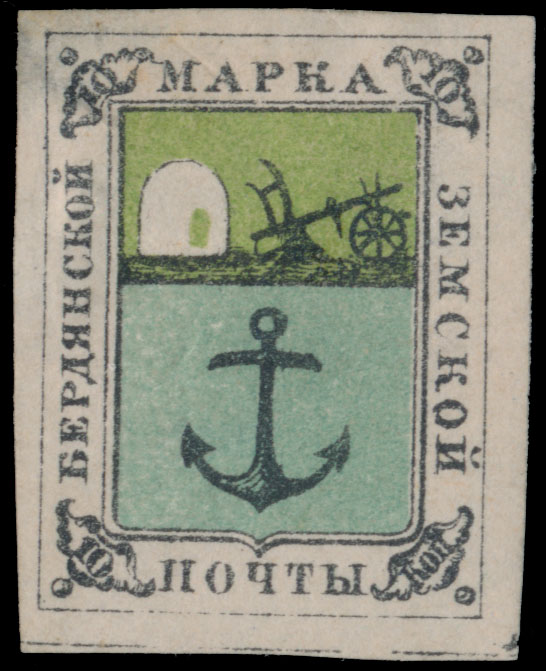
Марка Бердянской земской почты 1868 г.
Проекты герба Бердянска 1834 года
Проект герба 1868 г.

## Дополнительные источники
- Ящук А.В. Участие Одесского общества истории и древностей в создании городских гербов Таврической губернии первой половины XIX в. / 2019. gerboved.ru. Дата обращения: 21 октября 2024.
- last. ГЕРБ ГОРОДА БЕРДЯНСК. Геральдика.ру.